# Yes, we fuck!
Yes, we fuck! (en español, ¡Sí, follamos!) es una película documental española dirigida por Antonio Centeno y Raúl de la Morena en 2015. El título parodia el famoso eslogan de la campaña presidencial de Barack Obama de 2008, Yes, we can.

## Argumento
El documental aborda, desde una perspectiva anticapacitista, la sexualidad de las personas con diversidad funcional. A partir de seis historias protagonizadas por personas con diversidad funcional, se exploran diferentes temáticas que incluyen la vivencia de la propia sexualidad, la vida en pareja, la pospornografía, la prostitución o la asistencia sexual entre otras.
El uso de imágenes sexuales explícitas pretende romper con la visión hegemónica que mantiene a las personas dependientes en un estado de infantilización permanente, mostrando así que no sólo poseen cuerpos deseantes y pueden ser cuerpos deseables, sino que esos cuerpos pueden crear nuevos imaginarios políticos que redefinan desde el concepto de masculinidad hasta el de democracia.

## Premios y festivales
| Año  | Lugar                                                       | País           | Categoría             | Resultado | Refs.                |
| ---- | ----------------------------------------------------------- | -------------- | --------------------- | --------- | -------------------- |
| 2015 | Barcelona Creative Commons Film Festival                    | España         | -                     | Incluida  | [ 10 ]               |
| 2015 | Festival de Cine Independiente de Barcelona - l'Alternativa | España         | -                     | Incluida  | [ 11 ]               |
| 2015 | Pornfilmfestival Berlin                                     | Alemania       | Mejor documental      | Ganadora  | [ 12 ] [ 13 ] [ 14 ] |
| 2015 | FlixxFest International Film Festival                       | Estados Unidos | Mejor documental LGBT | Ganadora  | [ 15 ]               |
| 2016 | Mostra la Ploma                                             | España         | -                     | Incluida  | [ 16 ]               |
| 2016 | Festival Zinegoak                                           | España         | -                     | Incluida  | [ 6 ] [ 17 ]         |
| 2016 | Fish and Chips Film Festival                                | Italia         | Mejor documental      | Ganadora  | [ 18 ] [ 19 ]        |
| 2016 | BFI Flare: Festival de Cine LGBTIQ+ de Londres              | Reino Unido    | -                     | Incluida  | [ 20 ] [ 21 ]        |
| 2016 | La Fête du Slip - Festival des Sexualities                  | Suiza          | -                     | Incluida  | [ 22 ]               |
| 2016 | Festival PopPorn                                            | Brasil         | -                     | Incluida  | [ 23 ]               |